# Takeo Harada
Takeo Harada (原田 武男?, Harada Takeo; Prefettura di Saga, 2 ottobre 1971) è un ex calciatore giapponese, di ruolo centrocampista.